# Bangkok Love Stories - Hey You!
Bangkok Love Stories: Hey You! (titolo originale Bangkok รัก Stories 2 ตอน อ้าวเฮ้ย!; anche nota come Bangkok Rak Stories 2: Ao Hoey!) è una miniserie thailandese composta da 13 episodi andati in onda, per la prima volta, dal 15 novembre 2018 al 7 febbraio 2019 su GMMTV. Essa, che compone la seconda stagione della saga antologica Bangkok Love Stories, è stata distribuita in Italia da Netflix il 12 marzo 2019.

## Trama
Dopo anni di fidanzamento Belle, ragazza appartenente a una ricca famiglia, sprona Kram, ragazzo appartenente a una famiglia di ceto medio basso, a intraprendere la via della ristorazione per seguire la propria passione culinaria. Per rassicurarlo sulla qualità della sua cucina rintraccia alcuni critici gastronomici che dopo aver gustato i suoi piatti appoggiano l'idea del ristorante. Durante l'avviamento dell'attività, situata nel prestigioso quartiere Ari, a Bangkok, Belle continua a imporre le sue idee a Kram che per lo più le accetta passivamente fino a quando Belle non si impunta sullo stile di cucina da adottare causando una litigata tra i due e la conseguente rottura del fidanzamento. Belle decide, per vendetta e per dimostrare la sua indispensabilità per la riuscita del sogno di Kram, di aprire un bistrot stile fusion (coinvolgendo Arthur; esperto di cucina francese e suo spasimante) proprio accanto al ristorante di cucina thailandese tradizionale di Kram, dando vita a una forte rivalità.

## Personaggi

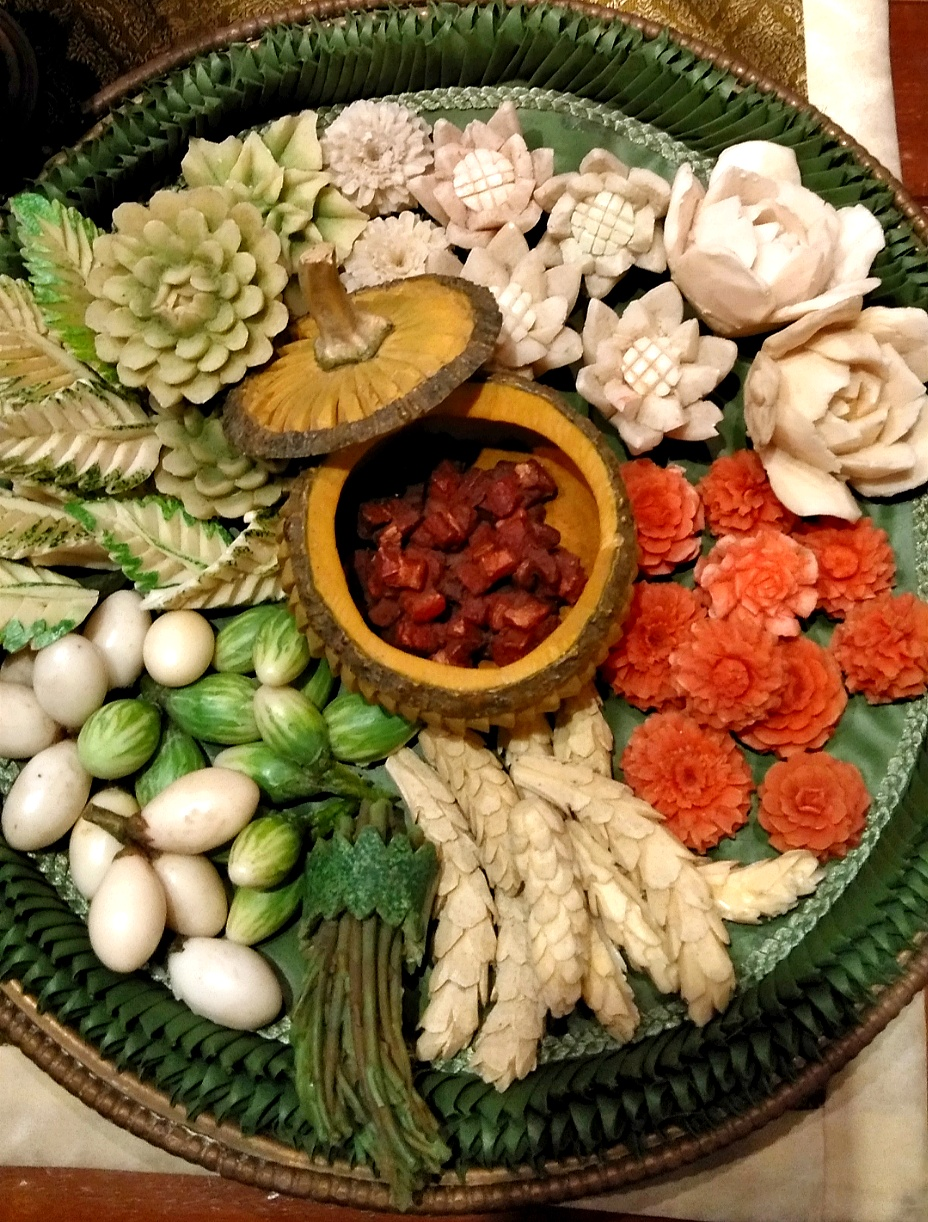
Un piatto di cucina thailandese

### Principali

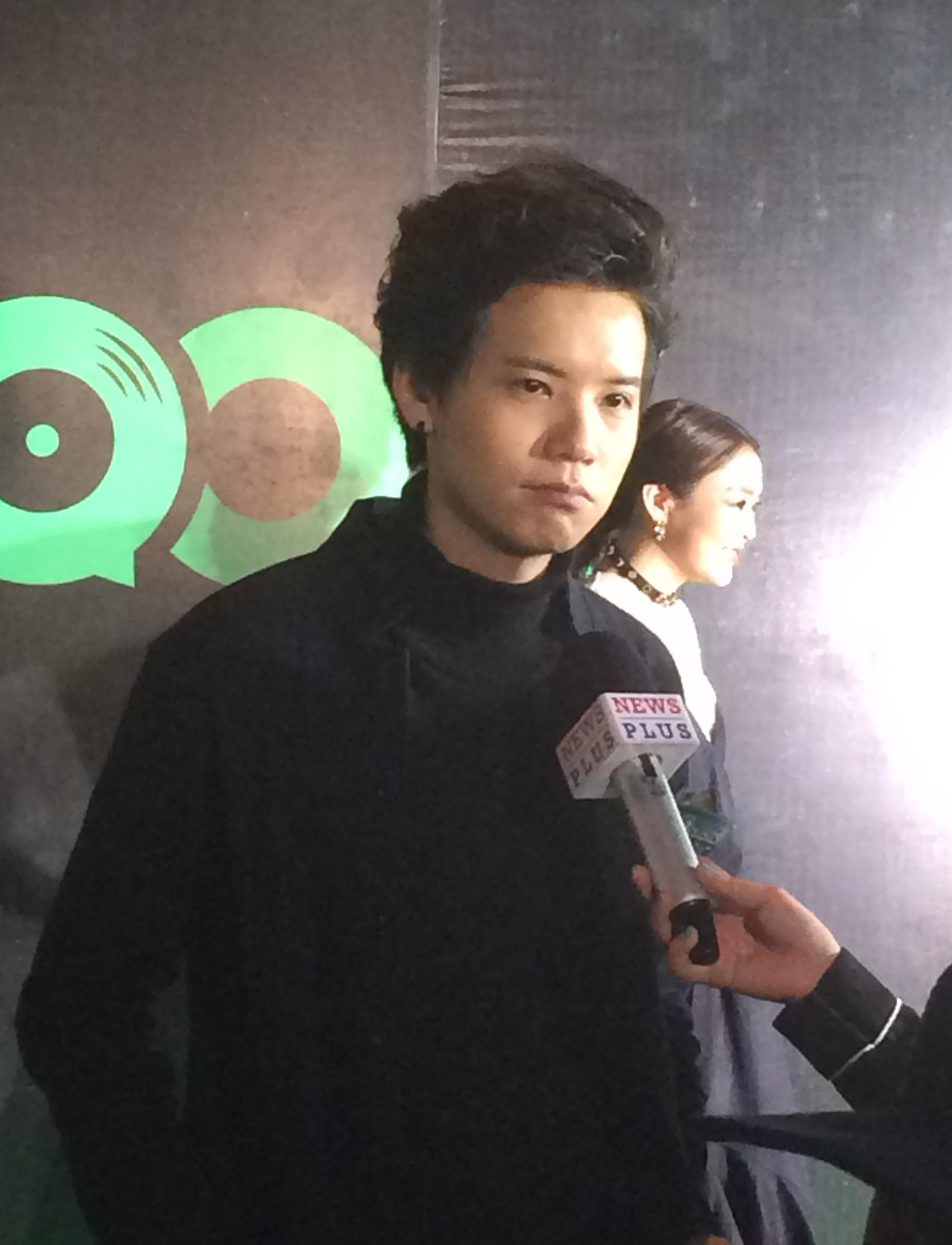
Kacha Nontanun nel 2017

- Kram, interpretato da Patharamanop Isariy
Ragazzo con la passione per la cucina e con il sogno di aprire un ristorante; è fidanzato con Belle la quale lo sprona in tal senso a causa della sua poca fiducia. A causa della sua estrema timidezza e passività accetta da Belle qualsiasi direttiva fin quando lei decide di imporre il tipo di cucina per il suo nuovo ristorante (fashion invece di cucina thai tradizionale).
- Belle, interpretata da Termthanaporn Wanida
Inizialmente fidanzata con Kram è abituata a dettargli ogni sua prerogativa fin quando quest'ultimo, ritenendo il suo comportamento inaccettabile, la lascia. Per vendicarsi di Kram, ma soprattutto per dimostrargli la sua importanza, decide di aprire un ristorante accanto al suo per farlo fallire.
- Arthur, interpretato da Nontanun Anchuleepradit
Damerino follemente innamorato di Belle che è appena tornato da un lungo viaggio di studio in Francia dove ha imparato, proprio per lei, la cucina francese. Durante la storia tenterà di diventare più mascolino per attrarla. Canta terribilmente.
- Mew, interpretata da Chonnikan Netjui
Ragazza abbastanza mascolina che dopo un primo approccio molto burrascoso con Kram decide di fare un tirocinio nel suo ristorante. A differenza di Kram lei risponde alle scorrettezze fatte da Belle al locale.
- Barry
Omosessule e confidente di Belle. Nonostante non approvi le sue scorrettezze contro Kram le è sempre fedele.  - Kacha Nontanun nel 2017

### Secondari
- Khun Ying Ratchuwong, interpretata da Tai Penpak Sirikul
Madre di Belle che, grazie alla sua ricchezza, la supporta economicamente. Durante la serie si innamora del padre di Kram.
- Ong-arj, interpretato da Thawat Pornrattanaprasert
Amico di Kram estremamente nerd che flirta molto con le ragazze.

## Episodi
| Nº | Messa in onda    |
| -- | ---------------- |
| 1  | 15 novembre 2018 |
| 2  | 22 novembre 2018 |
| 3  | 29 novembre 2018 |
| 4  | 6 dicembre 2018  |
| 5  | 13 dicembre 2018 |
| 6  | 20 dicembre 2018 |
| 7  | 27 dicembre 2018 |
| 8  | 3 gennaio 2019   |
| 9  | 10 gennaio 2019  |
| 10 | 17 gennaio 2019  |
| 11 | 24 gennaio 2019  |
| 12 | 31 gennaio 2019  |
| 13 | 7 febbraio 2019  |